# 알프레트 로젠베르크
알프레트 에른스트 로젠베르크(독일어: Alfred Ernst Rosenberg, 1893년 (율리우스력 1892년 12월 31일) 1월 12일~1946년 10월 16일)는 나치당의 정치가이자 인종 이론가이다.
에스토니아의 수도인 탈린에서 발트 독일인의 후손으로 태어났고, 리가와 모스크바에서 건축을 전공했다. 1917년 러시아 혁명이 발발한 뒤 독일로 이주해 훗날 나치당 기관지가 된 푈키셔 베오바흐터에서 근무했고, 툴레 협회의 회원으로 활동했다.
이 기간 동안 휴스턴 스튜어트 체임벌린 등 인종주의자들의 저서를 연구하면서 반유대주의와 반공주의를 공개적으로 천명하기 시작했다. 1923년 뮌헨 폭동이 실패로 돌아간 뒤 수감된 히틀러를 대신해 잠시 나치당을 이끌었고, 푈키셔 베오바흐터의 편집장도 맡았다.
그는 반유대주의 사상의 체계화와 보급을 위해 '유대인 문제 연구소'를 1939년에 설립했고, 자신의 인종 이론을 서술한 '20세기의 신화'라는 책을 간행하기도 했다. 그러나 히틀러는 사석에서 그 책을 그다지 높이 평가하지 않았고, 오히려 조야한 잡문 정도로 깎아내리기까지 했다.
나치 집권 후 로젠베르크는 자신의 이론을 바탕으로 선전성 장관이었던 요제프 괴벨스와 세력 다툼을 벌였고, 인종 문제 뿐 아니라 문화예술 분야에까지 간섭하면서 정면 대결로 번졌다. 그러나 결국 히틀러가 더 높이 평가한 괴벨스가 사실상 로젠베르크의 작업을 점유하게 되었다.
2차대전 중에는 점령지의 미술품 등을 독일로 빼돌리는 작전을 주도했고, 독소전쟁 시기에는 동부 점령지의 장관으로 임명되었다. 로젠베르크는 반제 회의에서 결정된 유대인 문제의 '최종적 해결(홀로코스트)' 을 맡게 되었으나, 이미 아인자츠그루펜을 학살에 동원하고 있던 하인리히 힘러 휘하의 무장친위대와 세력 다툼 끝에 밀려났다.
종전 직전 연합군에 의해 전쟁범죄자로 체포되었고, 뉘른베르크 재판에 회부되어 기소된 모든 혐의에 대한 유죄 판결을 받고 교수형에 처해졌다. 유해는 다른 사형수들과 마찬가지로 다하우 강제 수용소의 소각로에서 화장되어 이자르강의 한 곳에 익명으로 뿌려졌다.

### 참고 문헌
- Bollmus, Reinhard (1970). 《Das Amt Rosenberg und seine Gegner: Studien zum Machtkampf im Nationalsozialistichen Herrschaftssystem》. Stuttgart: Deutsche Verlags-Anstalt.
- Cecil, Robert (1972). 《The Myth of the Master Race: Alfred Rosenberg and Nazi Ideology》. Dodd Mead & Co. ISBN 0-396-06577-5.
- Chandler, Albert R. (1945). 《Rosenberg's Nazi Myth》. Greenwood Press.
- Gilbert, G. M. (1995). 《Nuremberg Diary》. Da Capo Press. ISBN 0-306-80661-4.
- Goldensohn, Leon (2004). 《Nuremberg Interviews》. Knopf. ISBN 0-375-41469-X.
- Goodrick-Clarke, Nicholas (1985). 《The Occult Roots of Nazism: Secret Aryan Cults and Their Influence on Nazi Ideology - The Ariosophists of Austria and Germany, 1890-1935》. London: I.B. Tauris. ISBN 0-8147-3054-X.
- Goodrick-Clarke, Nicholas (2003). 《Black Sun: Aryan Cults, Esoteric Nazism, and the Politics of Identity》. New York: New York University Press. ISBN 978-0-8147-3155-0.
- Hiio, Toomas (2018). “Noch einmal zu Alfred Rosenberg: Anmerkungen zu einer neuen Biografie”. 《Forschungen zur Baltischen Geschichte》 13: 161–170.
- Kellogg, Michael (2005). 《The Russian Roots of Nazism: White Émigrés and the Making of National Socialism》. Cambridge. ISBN 978-0-521-07005-8.
- Koop, Volker (2016). 《Alfred Rosenberg: Der Wegbereiter des Holocaust. Eine Biographie》 (독일어). Böhlau Verlag Köln Weimar. ISBN 978-3-412-50549-3.
- Manvell, Roger (2011). 《Goering》. Skyhorse. ISBN 978-1-61608-109-6.
- Nova, Fritz (1986). 《Alfred Rosenberg: Nazi Theorist of the Holocaust》. Buccaneer Books. ISBN 0-87052-222-1.
- Overy, Richard J. (2001). 《The Battle of Britain: The Myth and the Reality》. New York: W.W. Norton. ISBN 978-0-393-02008-3.
- Piper, Ernst (2015). 《Alfred Rosenberg: Hitlers Chefideologe》 (독일어). Allitera Verlag. ISBN 978-3-86906-767-4.
- Speer, Albert (1971). 《Inside the Third Reich》. New York: Avon. ISBN 978-0-380-00071-5.
- Rosenberg, Alfred (1930). 《Der Mythus des zwanzigsten Jahrhunderts》.
- Rothfeder, Herbert P. (1963). 《A Study of Alfred Rosenberg's Organization for National Socialist Ideology (Michigan, Phil. Diss. 1963)》. University Microfilms, Ann Arbor.
- Rothfeder, Herbert P. (1981). 《Amt Schrifttumspflege: A Study in Literary Control, in: German Studies Review. Vol. IV, Nr. 1, Febr. 1981, p. 63–78》.
- Steigmann-Gall, Richard (2003). 《The Holy Reich: Nazi Conceptions of Christianity》. Cambridge University Press. ISBN 0-521-82371-4.
- Whisker, James B. (1990). 《The Philosophy of Alfred Rosenberg》. Noontide Press. ISBN 0-939482-25-8.

## 같이 보기
- 반유대주의
- 인종 차별